# جیم کوریه
 جیم کوریه  (انگلیسی: Jim Courier؛ زاده ۱۷ اوت ۱۹۷۰) یک تنیس‌باز اهل ایالات متحده آمریکا است.